# Râul Călmățui (Teleorman)
Râul Călmățui este un curs de apă, afluent indirect al Dunării prin lacul Suhaia, în care se varsă în dreptul comunei Viișoara.  

## Descriere
Râul are 3 sectoare:
- sectorul superior se întinde de la izvoare până la confluența Călmățuiului cu Călmățuiul Sec, și se suprapune în cea mai mare parte Câmpiei Iminogului. Acest sector este drenat de trei văi mai importante, aproape paralele, ce-l străbat pe direcția NNV-SSE: cursul superior al văii Călmățuiului (68 km) și afluenții acestuia: valea Călmățuiului Sec, afluent pe stânga (56 km) și valea Sohodolului, afluent pe dreapta (20 km). Sectorul se caracterizează prin absența izvoarelor, iar pânza freatică la nivelul interfluviilor se găsește la mare adâncime (20-25 m). Dintre localitățile prezente în acest sector amintim: Stoicănești, Crăciunei, Radomirești, Poiana, Călinești, Stejaru și Crângeni pe valea Călmățuiului; Seaca, Mihăiești, Bușca, Băcălești, Ionașcu și Călmățuiul de Sus pe valea Călmățuiului Sec.
- sectorul mijlociu (central) situat între confluența Călmățuiului cu Călmățuiul Sec și confluența Călmățuiului cu Urluiul, este cel în care bazinul se lărgește atingând lățimea maximă. În acest sector drenajul este asigurat de cursul mijlociu al Călmățuiului (57 km), de afluentul pe stânga al acestuia, Urluiul (64 km) și de afluenții acestora.
- sectorul inferior este situat între confluența Călmățuiului cu Urluiul și vărsarea în Lacul Suhaia având suprafața cea mai redusă. Acesta este drenat pe direcția nord-sud de valea adâncă, cu aspect de „microcanion” format în loess, lunca atingând în acest sector cel mult 1 km lărgime.